# Марсел Цимер
Марсел Цимер (на немски: Marcel Ziemer, роден на 3 август 1985 във Вормс) е германски футболист, играещ в отбора от Втора Бундеслига Кайзерслаутерн.
Цимер идва при аматьорите на Кайзерслаутерн през 2004 г. от отбора на ТуС Нойхаузен и през първия си сезон бележи 6 гола от 31 мача. Получава професионален договор през 2006 г. след като вкарва два гола в двете си появявания в Първа Бундеслига срещу Айнтрахт Франкфурт и Волфсбург, когато отборът му за негово съжаление изпада от елита. През следващия сезон 2006/07 във втора лига Цимер вкарва първото си попадение при победата с 4:0 над Унтерхахинг във 23. кръг.
Нападателят играе важна роля за оставането на „лаутерите“ във втора дивизия през 2008 г., когато вкарва два гола за победата с 3:0 срещу Кьолн в последния кръг на сезона. През лятото на същата година договорът му на Фриц-Валтер-Щадион е продължен с две години, но треньорът на Кайзерслаутерн Милан Шашич предпочита Сръджан Лакич и Ерик Йендришек в атаката на тима. Излишният Цимер е преотстъпен на Веен Висбаден до лятото на 2009 г., за които бележи гол още в първата среща за полусезона срещу Алемания Аахен. След изтичането на наема му в столицата на провинция Хесен, Марсел Цимер се връща в Пфалц, където получава уверенията на новия наставник на „червените дяволи“ Марко Курц, че ще получи нов шанс за изява. Въпреки това на 22 юли 2009 г. Марсел Цимер се завръща във Веен Висбаден с двугодишен договор. Относно условията на трансфера клубовете се споразумяват да запазят мълчание.